# Rochester, le dernier des libertins
Pour les articles homonymes, voir Rochester et The Libertine.
Pour plus de détails, voir Fiche technique et Distribution.
Rochester, le dernier des libertins (The Libertine) est un film britannique réalisé par Laurence Dunmore, sorti en 2004.

## Synopsis
L'existence aussi véridique que tumultueuse du deuxième comte de Rochester, ami et confident du roi Charles II d'Angleterre. Au XVIIe siècle, cet homme d'exception, débauché notoire et libre penseur, mena une vie entièrement consacrée à la recherche du plaisir et de la vérité. Incapable d'hypocrisie dans une époque où elle était un art, il fut à la fois décrié, condamné mais également admiré pour son avant-gardisme et son goût de la liberté.
Lorsque le comte rencontre Elizabeth Barry, une jeune actrice, il tombe immédiatement sous son charme et parie avec ses amis qu'il parviendra à en faire la coqueluche de Londres. L'amour va tout compliquer et Rochester aura une destinée aussi sulfureuse que ses écrits, aussi flamboyante et libre que ses pensées.

## Fiche technique
- Titre : Rochester, le dernier des libertins
- Titre original : The Libertine
- Réalisation : Laurence Dunmore
- Scénario : Stephen Jeffreys, d'après sa propre pièce
- Production : Lianne Halfon, John Malkovich et Russell Smith
- Budget : 16 millions de dollars
- Musique : Michael Nyman
- Photographie : Alexander Melman
- Montage : Jill Bilcock
- Décors : Ben van Os
- Costumes : Dien van Straalen
- Pays de production : Royaume-Uni
- Format : Couleurs - 1,85:1 - Dolby Digital - 35 mm
- Genre : Drame
- Durée : 114 minutes
- Dates de sortie : 
  - Canada : 16 septembre 2004 (festival de Toronto)
  - Royaume-Uni :  18 novembre 2005
  - France, Belgique : 25 janvier 2006

## Distribution
- Johnny Depp (VF : Jean-Pierre Michaël - VQ : Gilbert Lachance) : John Wilmot, 2e comte de Rochester
- Samantha Morton (VF : Coralie Zahonero - VQ : Julie Burroughs) : Elizabeth Barry
- John Malkovich (VF : François Marthouret - VQ : Luis de Cespedes) : Le roi Charles II
- Paul Ritter : Chiffinch
- Stanley Townsend (en) : Keown
- Francesca Annis : La comtesse
- Rosamund Pike (VF : Marie-Laure Dougnac - VQ : Valérie Gagné) : Elizabeth Malet
- Tom Hollander (VF : Pierre-François Pistorio - VQ : Tristan Harvey) : George Etherege
- Johnny Vegas (VF : Bernard-Pierre Donnadieu - VQ : Olivier Visentin) : Sackville
- Richard Coyle : Alcock
- Hugh Sachs : Ratcliffe
- Tom Burke : Vaughan
- Rupert Friend (VF : Tristan Petitgirard) : Billy Downs
- Jack Davenport (VF : Stéphane Miquel - VQ : Daniel Picard) : Harris
- Kelly Reilly (VQ : Éveline Gélinas) : Jane
- Clare Higgins(VQ : Annick Bergeron) : Molly Luscombe
- Trudi Jackson : Rose
- T.P. McKenna : Black Rod

## Autour du film
- Le tournage a débuté le 3 mars 2004 et s'est déroulé à Londres, puis dans le Warwickshire, le comté du Somerset, en Cornouailles, à l'Île de Man et enfin au Pays de Galles.
- Les paroles de la chanson If ont été écrites par le scénariste Stephen Jeffreys et la musique fut composée par Michael Nyman.
- Le film est dédié à Marlon Brando, décédé le 1er juillet 2004 durant le tournage, que Johnny Depp admirait et avec lequel il a tourné Don Juan Demarco en 1995, et The Brave en 1997.